# Чемпіонат Європи з легкої атлетики в приміщенні
Чемпіонат Європи з легкої атлетики в приміщенні — міжнародне легкоатлетичне змагання в приміщенні, що проводиться раз на два роки Європейською легкоатлетичною асоціацією. Традиційно проходить на початку березня. До участі допускаються спортсмени, які виконали встановлені кваліфікаційні нормативи.

## Історія

Зеленим кольором виділені країни, міста яких виступали принаймні один раз господарем чемпіонату Європи в приміщенні

Зимові змагання легкоатлетів під дахом палаців спорту та манежів з незмінним успіхом проводяться в Європі з середини XX століття. Спочатку умови проведення цих змагань відрізнялися, і часом вельми помітно, один від одного. Вони залежали від специфіки та розмірів арен, на яких проходили. Бігові доріжки, наприклад, були різної довжини та конфігурації, в одних залах вони були дерев'яними, в інших — гаревими, а з 60-х років — синтетичними.
Чіткішими правила зимових змагань стали з початком проведення офіційних стартів. У середині 60-х років Європейський комітет ІААФ ухвалив рішення про проведення чемпіонатів континенту в приміщенні та, перестрахувавшись на випадок невдалого дебюту, назвав нові змагання Європейськими іграми в приміщенні (англ. European Indoor Games). Незважаючи на явний успіх перших Ігор, що у 1966 зібрали 185 атлетів з 22 країн, які змагалися в 18 видах програми (11 чоловічих і 7 жіночих), в ІААФ продовжували бути обережними ще три роки, і тільки починаючи з 1970, ці змагання отримали офіційний статус чемпіонату континенту в приміщенні.
Після цього Ігри 1966—1969 опинилися в неоднозначному стані. З часом їх прирівняли до чемпіонатів континенту, у всякому разі, підрахунок медалей і очок, завойованих атлетами європейських країн, ведеться сукупно, починаючи з 1966. Однак перші чотири старти так і увійшли в історію під попередньою назвою «Європейські ігри».
Протягом чверті століття чемпіонати проводились щорічно, але, починаючи з 1992, їх перевели на дворічний цикл. Це було викликано появою чемпіонатів світу в приміщенні, які також стали проходити раз на два роки. Нарешті, останнє коригування відбулось вже в новому тисячолітті. У зв'язку з тим, що в ІААФ вирішили «розвести» літні та зимові чемпіонати світу по різних роках, чемпіонат в приміщенні пересунули на парні роки, змістивши його європейського «побратима» на непарні роки.

## Формат
У змаганнях беруть участь легкоатлети, які представляють національні федерації, що входять до Європейської легкоатлетичної асоціації.
Від однієї країни в кожному індивідуальному виді можуть вийти на старт до 3 спортсменів, які виконали в установлений період відповідний кваліфікаційний норматив.
Країна може заявити по одній команді до естафетної дисципліни.
За десятиліття проведення чемпіонатів Європи в приміщенні їх програма змінювалася неодноразово — з 18 видів у 1966 до 26-28 наприкінці XX сторіччя. У 2000 вона стабілізувалася в наступному вигляді: біг на 60, 200, 400, 800, 1500 та 3000 метрів, на 60 метрів з бар'єрами, естафета 4×400 метрів, стрибки у висоту, з жердиною, в довжину та потрійним, штовхання ядра та багатоборства — семиборство у чоловіків (проводиться протягом двох днів) і п'ятиборство у жінок (один день).
Після чемпіонату-2005 з програми змагань був виведений біг на 200 метрів. Причина цієї «дискримінації» полягає в тому, що при довжині бігової доріжки по колу у 200 метрів учасники забігу через зміщений старт по доріжках опинялися в нерівних умовах.
Починаючи з чемпіонату-2025 у програмі чемпіонату з'явилася змішана дисципліна естафетного бігу 4×400 метрів.

## Змагання

### Європейські ігри в приміщенні
| #   | Рік  | Місто-господар | Дати проведення | Арена змагань                 | Кількість дисциплін | Країни-учасниці | Атлети-учасники | Переможець медального заліку |
| --- | ---- | -------------- | --------------- | ----------------------------- | ------------------- | --------------- | --------------- | ---------------------------- |
| I   | 1966 | Дортмунд       | 27 березня      | Вестфаленгалле                | 21                  | 22              | 186             | ФРН                          |
| II  | 1967 | Прага          | 11–12 березня   | Палац спорту                  | 23                  | 23              | 244             | СРСР                         |
| III | 1968 | Мадрид         | 9–10 березня    | Палац спорту                  | 23                  | 20              | 205             | СРСР                         |
| IV  | 1969 | Белград        | 8–9 березня     | Белградський ярмарковий центр | 23                  | 22              | 220             | НДР                          |

### Чемпіонати Європи в приміщенні
| #  | Рік  | Місто-господар | Дати проведення     | Арена змагань              | Кількість дисциплін | Країни-учасниці | Атлети-учасники | Переможець медального заліку |
| -- | ---- | -------------- | ------------------- | -------------------------- | ------------------- | --------------- | --------------- | ---------------------------- |
| 1  | 1970 | Відень         | 14–15 березня       | Вінер Штадтгалле           | 22                  | 22              | 279             | СРСР                         |
| 2  | 1971 | Софія          | 13–14 березня       | Фестивальна                | 23                  | 23              | 323             | СРСР                         |
| 3  | 1972 | Гренобль       | 11–12 березня       | Палац спорту               | 23                  | 23              | 263             | НДР                          |
| 4  | 1973 | Роттердам      | 10–11 березня       | Ахой                       | 23                  | 24              | 307             | ФРН                          |
| 5  | 1974 | Гетеборг       | 9–10 березня        | Скандинавіум               | 21                  | 25              | 263             | Польща                       |
| 6  | 1975 | Катовиці       | 8–9 березня         | Сподек                     | 21                  | 24              | 270             | НДР                          |
| 7  | 1976 | Мюнхен         | 21–22 лютого        | Олімпіагалле               | 19                  | 25              | 226             | СРСР                         |
| 8  | 1977 | Сан-Себастьян  | 12–13 березня       | Аноета                     | 19                  | 24              | 240             | НДР                          |
| 9  | 1978 | Мілан          | 11–12 березня       | Сан-Сіро                   | 19                  | 25              | 252             | НДР                          |
| 10 | 1979 | Відень (2)     | 24–25 лютого        | Феррі-Дузіка-Галленштадіон | 19                  | 24              | 208             | НДР                          |
| 11 | 1980 | Зіндельфінген  | 1–2 березня         | Гласпаласт Зіндельфінген   | 19                  | 26              | 234             | ФРН                          |
| 12 | 1981 | Гренобль (2)   | 21-22 лютого        | Палац спорту               | 20                  | 23              | 255             | НДР                          |
| 13 | 1982 | Мілан (2)      | 6–7 березня         | Сан-Сіро                   | 23                  | 23              | 282             | ФРН                          |
| 14 | 1983 | Будапешт       | 5–6 березня         | Палац спорту               | 23                  | 24              | 261             | СРСР                         |
| 15 | 1984 | Гетеборг (2)   | 3–4 березня         | Скандинавіум               | 22                  | 26              | 240             | Чехословаччина               |
| 16 | 1985 | Пірей          | 2–3 березня         | Арена миру та дружби       | 22                  | 26              | 290             | НДР                          |
| 17 | 1986 | Мадрид (2)     | 22–23 лютого        | Палац спорту               | 22                  | 26              | 270             | НДР                          |
| 18 | 1987 | Льєвен         | 21–22 лютого        | Регіональна крита арена    | 24                  | 26              | 339             | СРСР                         |
| 19 | 1988 | Будапешт (2)   | 5–6 березня         | Палац спорту               | 24                  | 27              | 358             | НДР                          |
| 20 | 1989 | Гаага          | 18–19 лютого        | Гаутрюст                   | 24                  | 27              | 323             | СРСР                         |
| 21 | 1990 | Глазго         | 3–4 березня         | Келвін Холл Арена          | 25                  | 28              | 370             | СРСР                         |
| 22 | 1992 | Генуя          | 28 лютого-1 березня | Палац спорту               | 27                  | 35              | 439             | Об'єднана команда            |
| 23 | 1994 | Париж          | 11–13 березня       | Палац спорту «Берсі»       | 27                  | 40              | 499             | Росія                        |
| 24 | 1996 | Стокгольм      | 8–10 березня        | Глобен                     | 26                  | 44              | 463             | Німеччина                    |
| 25 | 1998 | Валенсія       | 27 лютого-1 березня | Велодром імені Луїса Пуїга | 26                  | 39              | 484             | Німеччина                    |
| 26 | 2000 | Гент           | 25–27 лютого        | Топспортхал Вландерен      | 28                  | 44              | 546             | Росія                        |
| 27 | 2002 | Відень (3)     | 1-3 березня         | Феррі-Дузіка-Галленштадіон | 28                  | 45              | 558             | Росія                        |
| 28 | 2005 | Мадрид (3)     | 4-6 березня         | Палац спорту               | 28                  | 41              | 563             | Росія                        |
| 29 | 2007 | Бірмінгем      | 2–4 березня         | National Indoor Arena      | 26                  | 47              | 519             | Велика Британія              |
| 30 | 2009 | Турин          | 6–8 березня         | Овал Лінготто              | 26                  | 45              | 530             | Росія                        |
| 31 | 2011 | Париж (2)      | 4–6 березня         | Палац спорту «Берсі»       | 26                  | 46              | 577             | Франція                      |
| 32 | 2013 | Гетеборг (3)   | 1–3 березня         | Скандинавіум               | 26                  | 47              | 578             | Росія                        |
| 33 | 2015 | Прага (2)      | 5–8 березня         | «O2 Арена»                 | 26                  | 49              | 614             | Росія                        |
| 34 | 2017 | Белград (2)    | 3–5 березня         | Белградська Арена          | 26                  | 48              | 525             | Польща                       |
| 35 | 2019 | Глазго (2)     | 1–3 березня         | Емірейтс Арена             | 26                  | 47              | 582             | Польща                       |
| 36 | 2021 | Торунь         | 5–7 березня         | Арена Торунь               | 26                  | 46              | 659             | Нідерланди                   |
| 37 | 2023 | Стамбул        | 2–5 березня         | Атакей Арена               | 26                  | 47              | 550             | Норвегія                     |
| 38 | 2025 | Апелдорн       | 6-9 березня         | Палац спорту               | 27                  |                 |                 | Нідерланди                   |
| 39 | 2027 | Валенсія (2)   |                     | Велодром імені Луїса Пуїга |                     |                 |                 |                              |

## Медальний залік
- Інформація наведена по чемпіонат-2023 включно.
- Колишні країни позначені курсивом.

| Місце                | Країна                      | Золото | Срібло | Бронза | Загалом |
| -------------------- | --------------------------- | ------ | ------ | ------ | ------- |
| 1                    | СРСР                        | 116    | 107    | 104    | 327     |
| 2                    | НДР                         | 87     | 83     | 58     | 228     |
| 3                    | Велика Британія             | 77     | 70     | 54     | 201     |
| 4                    | ФРН                         | 72     | 72     | 58     | 202     |
| 5                    | Польща                      | 68     | 65     | 82     | 215     |
| 6                    | Росія                       | 59     | 50     | 42     | 151     |
| 7                    | Франція                     | 54     | 43     | 72     | 169     |
| 8                    | Італія                      | 36     | 41     | 33     | 110     |
| 9                    | Іспанія                     | 34     | 49     | 38     | 121     |
| 10                   | Чехословаччина              | 31     | 32     | 36     | 99      |
| 11                   | Німеччина                   | 30     | 43     | 44     | 117     |
| 12                   | Болгарія                    | 29     | 32     | 36     | 97      |
| 13                   | Румунія                     | 25     | 36     | 41     | 102     |
| 14                   | Нідерланди                  | 25     | 20     | 25     | 70      |
| 15                   | Швеція                      | 23     | 27     | 27     | 77      |
| 16                   | Бельгія                     | 22     | 17     | 14     | 53      |
| 17                   | Португалія                  | 17     | 9      | 4      | 30      |
| 18                   | Угорщина                    | 16     | 23     | 20     | 59      |
| 19                   | Швейцарія                   | 15     | 10     | 13     | 38      |
| 20                   | Чехія                       | 14     | 16     | 20     | 50      |
| 21                   | Україна                     | 13     | 16     | 20     | 49      |
| 22                   | Фінляндія                   | 12     | 9      | 13     | 34      |
| 23                   | Об'єднана команда           | 12     | 8      | 7      | 27      |
| 24                   | Норвегія                    | 10     | 6      | 8      | 24      |
| 25                   | Греція                      | 8      | 17     | 12     | 37      |
| 26                   | Білорусь                    | 8      | 8      | 10     | 26      |
| 27                   | Ірландія                    | 8      | 5      | 12     | 25      |
| 28                   | Австрія                     | 7      | 9      | 13     | 29      |
| 29                   | Югославія                   | 6      | 6      | 13     | 25      |
| 30                   | Латвія                      | 5      | 1      | 1      | 7       |
| 31                   | Сербія                      | 4      | 1      | 4      | 9       |
| 32                   | Туреччина                   | 3      | 5      | 1      | 9       |
| 33                   | Естонія                     | 3      | 0      | 3      | 6       |
| 34                   | Данія                       | 2      | 2      | 2      | 6       |
| 35                   | Азербайджан                 | 2      | 2      | 0      | 4       |
| 36                   | Словаччина                  | 2      | 1      | 3      | 6       |
| 37                   | Союзна Республіка Югославія | 2      | 1      | 2      | 5       |
| 38                   | Ісландія                    | 2      | 0      | 4      | 6       |
| –                    | Допущені нейтральні атлети  | 2      | 0      | 1      | 3       |
| 39                   | Словенія                    | 1      | 6      | 3      | 10      |
| 40                   | Кіпр                        | 1      | 2      | 0      | 3       |
| 41                   | Литва                       | 1      | 1      | 1      | 3       |
| 42                   | Ізраїль                     | 1      | 0      | 1      | 2       |
| 43                   | Албанія                     | 1      | 0      | 0      | 1       |
| 44                   | Хорватія                    | 0      | 1      | 2      | 3       |
| 45                   | Боснія і Герцеговина        | 0      | 1      | 0      | 1       |
| 46                   | Вірменія                    | 0      | 0      | 1      | 1       |
| 46                   | Молдова                     | 0      | 0      | 1      | 1       |
| Загалом (47 збірних) | Загалом (47 збірних)        | 966    | 953    | 959    | 2878    |